# Tcharbakh (métro d'Erevan)
Tcharbakh (en arménien Չարբախ) est une station terminus de l'embranchement à voie unique de Chengavit - Tcharbakh du métro d'Erevan, située dans le district de Chengavit à Erevan.
Elle est desservie par une navette qui effectue la liaison entre Tcharbakh et Chengavit qui est en correspondance avec les rames de la ligne unique.

## Situation sur le réseau
Établie en surface, la station Tcharbakh est le terminus du court embranchement de Chengavit à Tcharbakh (voie unique), la station suivante est Chengavit, située sur l'unique ligne du réseau.

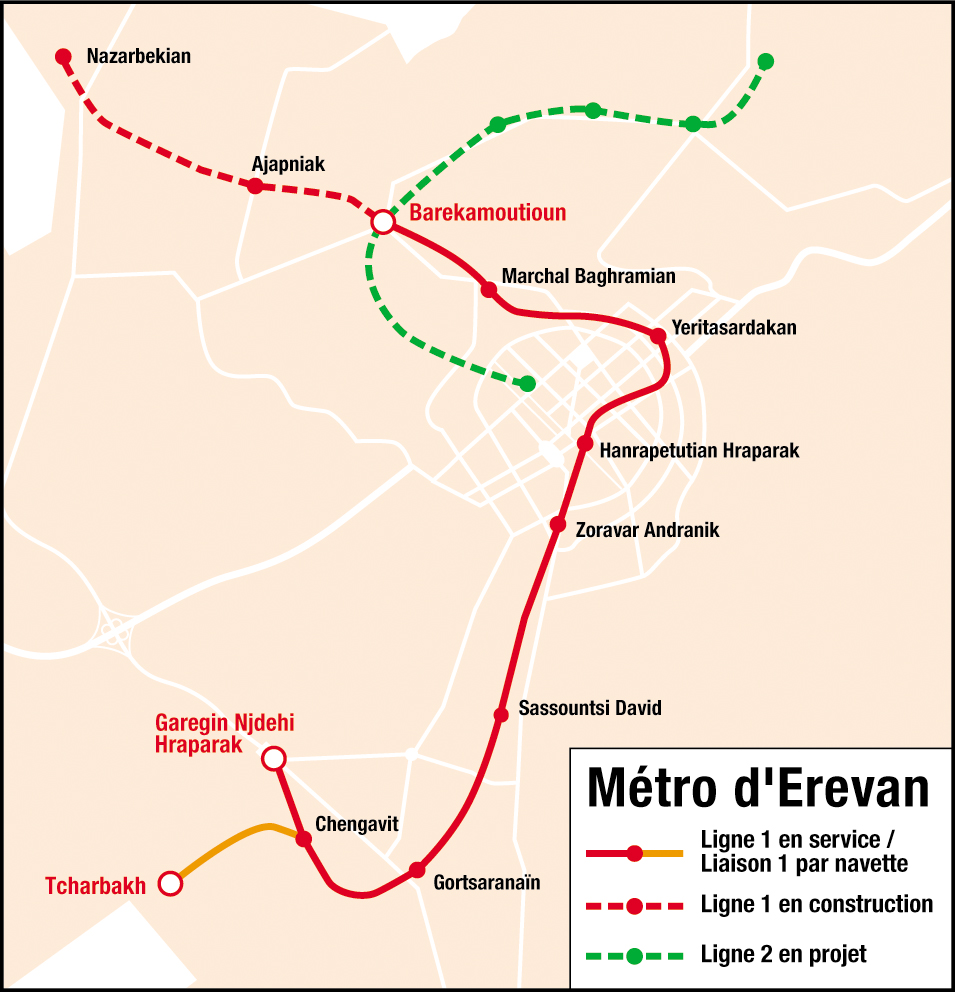
Plan de la ligne.

## Histoire
La station Tcharbakh est mise en service le 26 décembre 1996, lors de l'ouverture du court embranchement de Chengavit à Tcharbakh', qui passe près du dépôt du réseau.

## Services à la station

### Accès et équipements
On y accède par une petite voie qui donne dans la rue Shirak. Elle dispose d'un bâtiment avec une entrée par un escalier montant depuis le niveau du sol. Elle est équipée d'un unique quai couvert.

### Desserte
Tcharbakh est desservie par la navette avec la station Chengavit.

### Intermodalité
Le stationnement des véhicules semble possible à proximité.